# Boca-preta sertanejo
Boca-preta sertanejo é uma variedade regional (Land-race) de cães nativos da região nordeste do Brasil, utilizada para caça, vigia, e lida com o gado ao lado do vaqueiro nordestino.
A sua identificação e preservação iniciou-se por meio de um estudo morfométrico realizado pela Embrapa em 2011.
Está em vias de se tornar uma raça reconhecida sendo registrada pela SOBRACI e ALKC.
É um animal rústico, selecionado naturalmente nas regiões sertanejas, adaptado ao clima, fauna, flora e solos do Sertão da região Nordeste. É um patrimônio histórico-cultural da região, parte integrante da memória popular, principalmente dos homens do campo ligados as atividades de caça de subsistência (caça de preá e caça de tatu), atividades dos vaqueiros (captura de gado bravo e manejo do rebanho) e até as atividades de pequenos agricultores. 

## História

### Origem

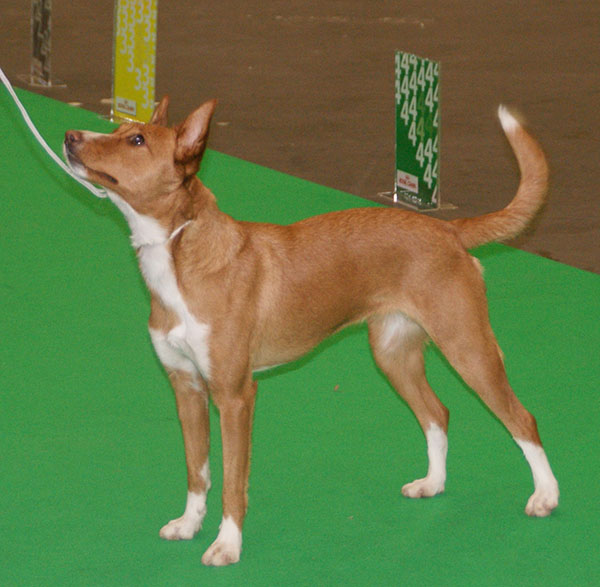
Cão da raça primitiva podengo-português médio de pelo liso

Acredita-se que as origens da raça remontam aos cães autóctones (similar a origem dos cães Carib Tyke), podendo estarem ligados também à cães do tipo podengo ou outros tipos de cães de caça europeus, e eram criados por povos ameríndios do nordeste do Brasil. 

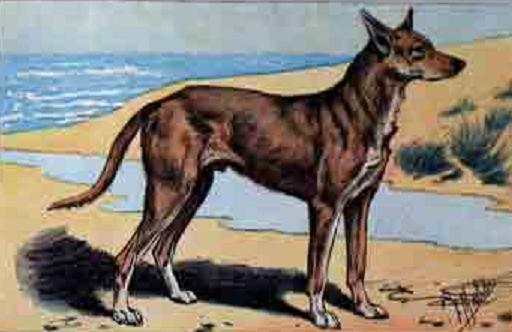
Charnaigre, um tipo de galgo ou podengo francês, extinto no início do século XX. Usado pelo autor francês para descrever a aparência dos cães Januare dos indígenas nordestinos.

Segundo o livro História da Missão dos Padres Capuchinhos na Ilha do Maranhão e Terras Circunvizinhas, de 1614, cães domesticados já eram encontrados com indígenas no nordeste do Brasil, e que estes os chamavam de Januare.
O autor francês Claude d'Abbeville descreveu em 1614 a aparência destes cães, relatando: “Também se encontram cães domésticos a que dão o nome de Januare e que se parecem com os galgos de nossa terra [os extintos cães franceses Charnaigre]; são, porém, menores e tão aptos à caça, principalmente dos agutis [preás?], que percebendo-os em seus covis, não cessavam de latir até que a caça fosse apanhada.”

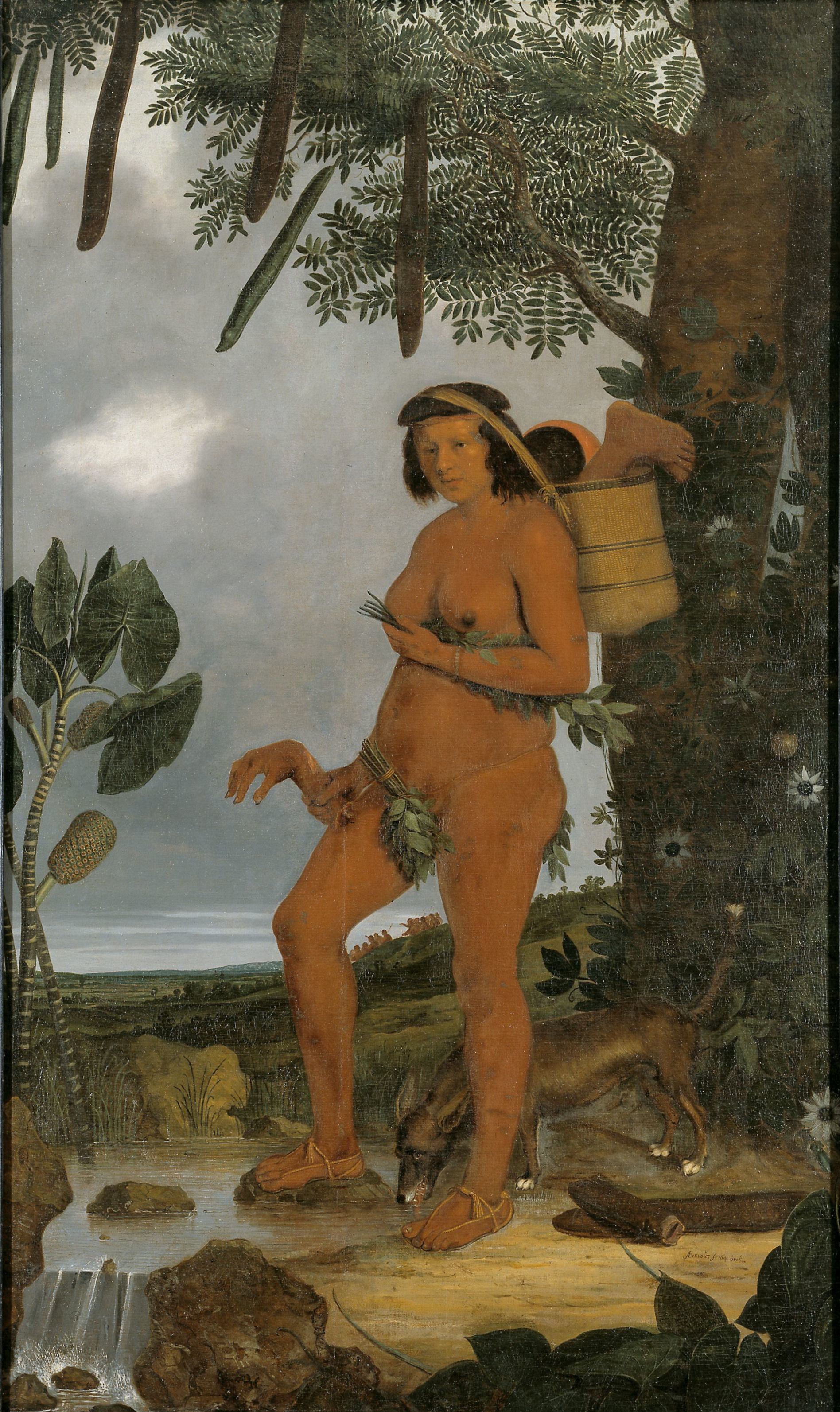
Mulher Tapuya acompanhada de seu cão ao fundo, 1641, por Albert Eckhout.

Outra referência importante aparece na pintura do Brasil Holandês do século XVII, período em que o nordeste brasileiro esteve sob domínio holandês, destacando-se em especial o quadro "Mulher Tapuya" de Albert Eckhout. De acordo com Felipe Van der Velden:
"A presença de um cachorro bebendo água aos pés da famosa Mulher Tapuya, tela do pintor holandês Albert Eckhout, tem sido há tempos associada ao simbolismo do primitivo, do selvagem e do inculto que o artista provavelmente desejou transmitir com a pintura, ao seguir as convenções pictóricas do século XVII. Contudo, a companhia canina desta mulher indígena, se lida em paralelo com algumas outras poucas fontes disponíveis para o mesmo período, revela-nos algumas pistas interessantes sobre a veloz difusão do cão (Canis familiaris) entre os povos indígenas na porção oriental da América do Sul, onde o animal não existia em tempos pré-colombianos. Além disso, as imagens e os textos nos permitem especular sobre os momentos iniciais da relação entre humanos e cachorros nas terras baixas sul-americanas, indo-se, então, além da carga alegórica comumente atribuída ao animal".

### Desenvolvimento

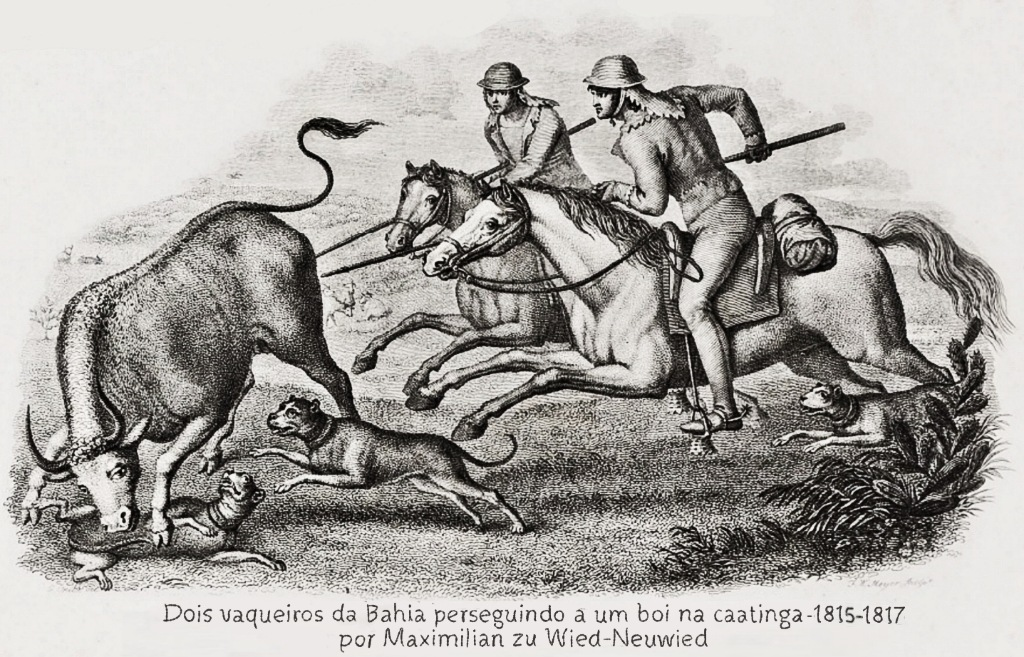
Dois vaqueiros da Bahia e seus cães perseguem um boi fugido na caatinga, 1815-1817, por Maximilian zu Wied-Neuwied,

A raça formou-se naturalmente em isolamento geográfico durante um período superior a quatro séculos, sendo selecionada por grandes secas, rala alimentação, o tipo de vida dos sertanejos e tornando-se predador e presa nas caatingas e cerrados do Nordeste Brasileiro. O bando de Lampião tinha alguns cães da raça, dentre eles os batizados de Guarani, Ligeiro e "Seu Colega". No romance Vidas Secas de Graciliano Ramos, a descrição dada a cadela "Baleia" é a mesma de um Cão Sertanejo.

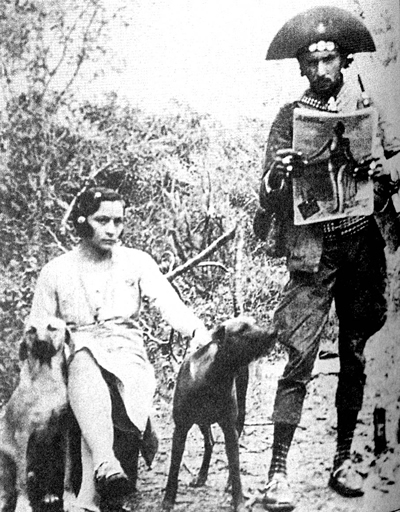
Lampião e Maria Bonita com dois cães típicos do nordeste. Meados de 1930.

Devido a sua inteligência, ao forte instinto de companheirismo, tornou-se indispensável ao homem sertanejo em suas lides rurais e na caça de subsistência, seguindo seus passos durante o desenvolvimento da civilização nesta árida região brasileira, participando ativamente da organização de sua vida social, esportiva e até militar, mas especialmente da vida profissional do trabalhador rural.
No ano de 2011 a EMBRAPA Meio-Norte, publicou um trabalho de catalogação, chamando a variedade canina de “Cão Sertanejo”, realizando o estudo de caracterização morfométrica de cães na cidade de São João do Piauí, no Estado do Piauí.

### Organização
Ao mesmo tempo um criador paraibano estava realizando uma seleção de linhagens de cães sertanejos (boca Preta) cruzados com raças americanas e europeias para formação de uma nova raça, o Dog Hunt Sertanejo.[carece de fontes?] Em conjunto com a seleção dos cães, o paraibano buscava o reconhecimento dos animais junto a SOBRACI (Sociedade Brasileira de Cinofilia). Os dois nordestinos, o piauiense representante da EMBRAPA MEIO-NORTE e o criador paraibano chegaram em um acordo, pois os cães sertanejos da Paraíba e do Piauí eram a mesma raça e existiam em todo o Sertão Nordestino.[carece de fontes?] Na Paraíba, os animais mestiços de cão sertanejo com raças europeias e americanas foram descartados da nova "seleção pós-acordo", sendo cruzados apenas cães sertanejos.
O estudo realizado em São João do Piauí tornou-se o padrão da raça com o reconhecimento da mesma junto a SOBRACI. A raça passou a ser batizada oficialmente de Boca Preta Sertanejo no ano de 2014.
Atualmente existem dois canis especializados na raça: o Boca Preta Sertanejo, na Paraíba e o Nativos do Sertão, no Piauí.[carece de fontes?]

## Características

### Comportamentais
O cão Boca Preta Sertanejo é um polivalente, são muitas as suas habilidades, é há séculos utilizado pelo homem sertanejo nas mais variadas tarefas, ajudam a tocar o gado com enorme destreza por entre a mata fechada e espinhosa da caatinga, são ótimos farejadores, perseguidores implacáveis das raposas e dos ferozes e astutos gaxites, guardas fiéis da casa, do chiqueiro e de toda a pequena propriedade rural, defendem o cercado das galinhas dos ataques noturnos de predadores como a raposa e o gambá, além de proteger as plantações do pequeno agricultor das manadas de porcos. Foram muito utilizados em grandes matilhas por matadores de onças, chamados sob encomenda por coronéis. O matuto designa de um modo especial a aptidão dos cães, “cachorro bom de gado, bom de peba, bom de raposa”.
Outros nomes são dados ao Cão Boca Preta Sertanejo, como: Cachorro de Vaqueiro, Pé Seco, Pé-Duro, Cachorro de Interior (zona rural), Cachorro de Roça, Orelhudo, canindé, dentre outros.
Os cães Boca Preta Sertanejo tem um latido "seco" e curto quando estão bem agitados e cientes do que veem, ouvem ou farejam. Quando estes animais procuram a identificação de um ruído, odor ou objeto (pessoa ou outra coisa) do seu desconhecimento, emitem um rosnado grosso e longo, podendo adicionar latidos repetitivos num mesmo tom, antes de começar a dar latidos "secos". Não são urradores. Os animais tem um trote bem ritmado, o quadril tem um leve balanço para os lados. A raça evoluiu para percorrer longas distancias, talvez por isso, enquanto as coxas revesam nas passadas a coluna vertebral fica quase imóvel lateralmente.

### Físicas
Os cães da raça apresentam pêlos curtos, lisos, com cores variando do branco, baio, rajado, preto, preto com barriga branca, preto com marcações marrons ou baias, vermelho, e marrom rajado de preto. As orelhas podem ser pontiagudas com linha reta da base até a ponta ou portada em rosa (dobrada). O focinho é comprido e fino, olhos cor de avelã (marrons), corpo com o comprimento maior que a altura das pernas. O peito é profundo e abdome recolhido, podendo variar de acordo com a região nordestina. As patas são duras, compridas e estreitas, formando uma crosta rígida e grossa nas almofadas dos cães criados soltos, daí o termo "Pé-Duro". Esta crosta os protege de tocos, espinhos, calor do solo, pedras pontiagudas e ajudam aliviando o impacto com o solo quando correm e aumentando o atrito.
Predominantemente possuem cauda em forma de bengala e o focinho de coloração preta até altura dos olhos, característica de lhe deu o nome de Boca-Preta. Mesmo assim, cães com o focinho não possuidor de cor preta também são aceitos, desde que apresentem todas as outras características da raça. Fenotipicamente é evidente influência de sangue podengo e até de galgos.

## Preservação
A Empresa Brasileira de Pesquisa Agropecuária (EMBRAPA), mais especificamente a EMBRAPA Meio-Norte, está desenvolvendo um trabalho de seleção e resgate da raça de cão sertanejo, realizando estudo de caracterização morfométrica, organizando competições de pastoreio de gado para cães da raça, e palestras sobre o cão para que a população sertaneja tenha ciência da importância deste animal, e com isto, se espera preservar a raça.
Alguns criadores da Paraíba, Ceará e Piauí estão resgatando, selecionando e reproduzindo exemplares da raça para preservação das características físicas, comportamentais e mantendo suas aptidões tradicionais (caça, pastoreio, guarda, companhia e proteção pessoal nas matas).
A SOBRACI Sociedade Brasileira de Cinofilia também reconheceu a raça Boca-Preta Sertanejo ou Cão Sertanejo para preservação e seleção da raça.